# 罗尔斯·罗伊斯遄达800
劳斯莱斯遄达800（Rolls-Royce Trent 800）是英國航空發動機製造商勞斯萊斯生產製造的一個涡轮风扇发动机系列。它衍生自劳斯莱斯RB211，是遄达发动机家族的一员，專用於波音777系列客機。

## 发展
1980年代末，波音公司计划将原有的767系列加以扩大，即767X计划。劳斯莱斯认为它可以提供遄达760作为其动力。在1990年波音将767X计划取消，并决定新设计777系列。起初，波音777将覆盖国内和区域运营，统称A市场。但是在20世纪90年代末，要求它覆盖从欧洲到美国西海岸的航线-B市场，随后要求覆盖最长的横渡太平洋航线-C市场。这就意味着推力应达到80,000英磅力（360,000牛頓）以上的范围。遄达700发动机97.4英寸（2,470）的风扇直径将会不足，于是罗尔斯·罗伊斯设计了一种拥有110英寸（2,800）风扇的新型号，即遄达800系列。两家日本企业川崎重工业和石川岛播磨重工作为劳斯莱斯遄达700和遄达800系列的合作伙伴，占有两个项目11%的股份。
遄达800系列的试车在1993年9月开始，并在1995年1月取得适航证，认证的推力为84,000英磅力（370,000牛頓）。第一架装有遄达800发动机的波音777在1995年5月试飞，于次年3月31日在泰国国际航空投入服务。并在当年10月10日取得了FAA180分钟的ETOPS认证。
最初，劳斯莱斯的发动机很不好卖。其中一个重要原因就是劳斯莱斯的传统客户英国航空，选择了通用电气的GE90发动机。这种局面直到普惠公司曾经的忠实客户新加坡航空公司决定购买34架装有遄达800系列发动机的波音777才被打破。马上，北美两家航空公司美国航空和达美航空作出了相同的决定。在1998年英国航空业宣布它将在第二批777订单上采用劳斯莱斯的发动机，并且在2007年4月再次订购。遄达800系列在777的发动机市场份额中占44%，它通常也只被安装在777上。

## 设计
遄达800具有与遄达700相同的高压和中压涡轮，但是增加了中压压气机的能力和5级低压涡轮。该发动机起飞时的增压比为40:1，并且较遄达700更热，因此第5级和第6级高压压气机机盘的材料必须由钛合金变更为镍基合金，而中压涡轮叶片变更为第三代单晶材料。在较高的增压比下，其最佳高压涡轮的能量比遄达700高3%，为了达到这一点，高压压气机导向叶片和高压涡轮叶片出现了斜角。

## 使用机型
遄达800系列发动机使用在777-200、777-200ER和777-300上，额定推力在75000-93400磅（330-415千牛）之间。它是这一推力等级发动机中最轻的。其驱动的波音777比通用电气和普惠的发动机驱动的轻3.6吨。
然而遄达800不能驱动远程或者全货型的777（777-200LR, 777-200LRF和777-300ER）。这些只能由GE90-115B（110B1）驱动。

## 事故及征候

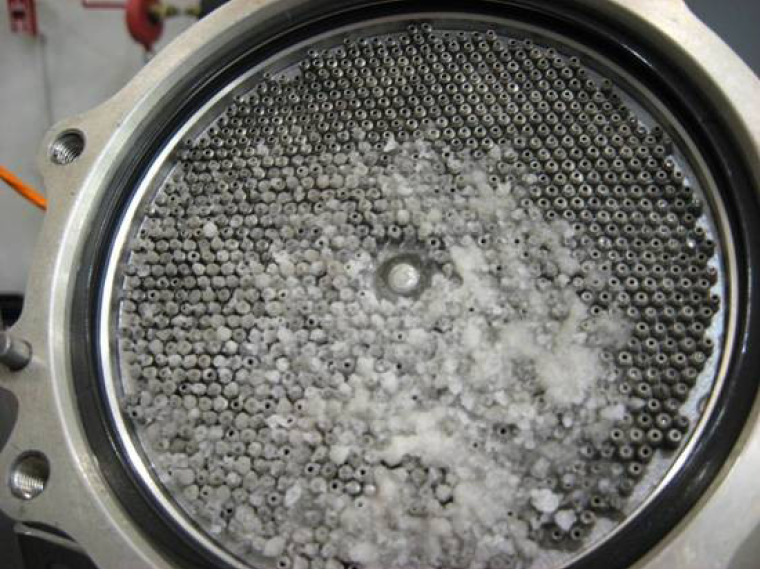
美国国家运输安全委员会对BA38的报告中提到的遄达800系列发动机上的燃油滑油热交换器（FOHE）模拟结冰实验

在2008年1月17日，英国航空正在执行从北京到伦敦BA38号航班的波音777-236ER，最后进場时双发失效，紧急迫降在希斯洛机场。随后进行的调查发现事故原因是燃油滑油热交换器上积冰导致燃油流量受限，致使发动机失去动力。后来劳斯莱斯通过更换热交换器解决了这一问题。

## 具体参数

### 概况
- 类型： 三转子高涵道比（5.7－6.2）涡轮风扇发动机
- 长度： 4.37米（172英寸）
- 直径： 2.79米（110英寸）
- 淨重： 13,100磅（5,900）

### 组件
- 压缩机： 8级中压压气机，6级高压压气机
- 燃烧室： 24喷嘴的单环燃烧室
- 涡轮： 单级高压涡轮，单级中压涡轮，5级低压涡轮

### 性能
- 最大推力： 93,400磅(415千牛)
- 功率重量比：

## 类似引擎
- 普惠PW4000
- 通用电气GE90发动机

## 外部連結
- 劳斯莱斯公司遄达800官方网页 （页面存档备份，存于）